# Eupithecia semivacua
Eupithecia semivacua är en fjärilsart som beskrevs av Paul Dognin 1908. Eupithecia semivacua ingår i släktet Eupithecia och familjen mätare. Inga underarter finns listade i Catalogue of Life.